# 菲律賓國家圖書館
菲律賓國家圖書館（菲律賓語：或Aklatang Pambansa ng Pilipinas）是菲律賓的國家圖書館，位於馬尼拉，成立於1901年。先驱要上溯到西班牙殖民时期的最后10年，1891年10月24日根据国王法令成立的菲律宾博物图书馆。現有館舍落成于1961年，它拥有现代建筑风格的馆舍，座落在黎刹公园东南部，面向T.M.卡劳大街。圖書館收藏有关于菲律宾的全部国内图书和国外文献；最值得称道的是民族英雄扶西·黎剎的藏书和手稿。

## 外部連結
- 菲律賓國家圖書館（页面存档备份，存于）